# Xenosperma ludibundum
Xenosperma ludibundum är en svampart som först beskrevs av D.P. Rogers & Liberta, och fick sitt nu gällande namn av Oberw. ex Jülich 1979. Xenosperma ludibundum ingår i släktet Xenosperma och familjen Xenasmataceae.   Inga underarter finns listade i Catalogue of Life.